# Liste der künstlichen Objekte auf anderen Himmelskörpern
Diese Liste fasst von Menschen geschaffene Objekte zusammen, welche auf einem anderen Himmelskörper weich gelandet, aufgeschlagen oder in der Atmosphäre verglüht sind. Ausgenommen hiervon sind Mond, Venus, Mars und Merkur, für welche eigene Listen existieren.

## Auf festen Oberflächen verbliebene Objekte

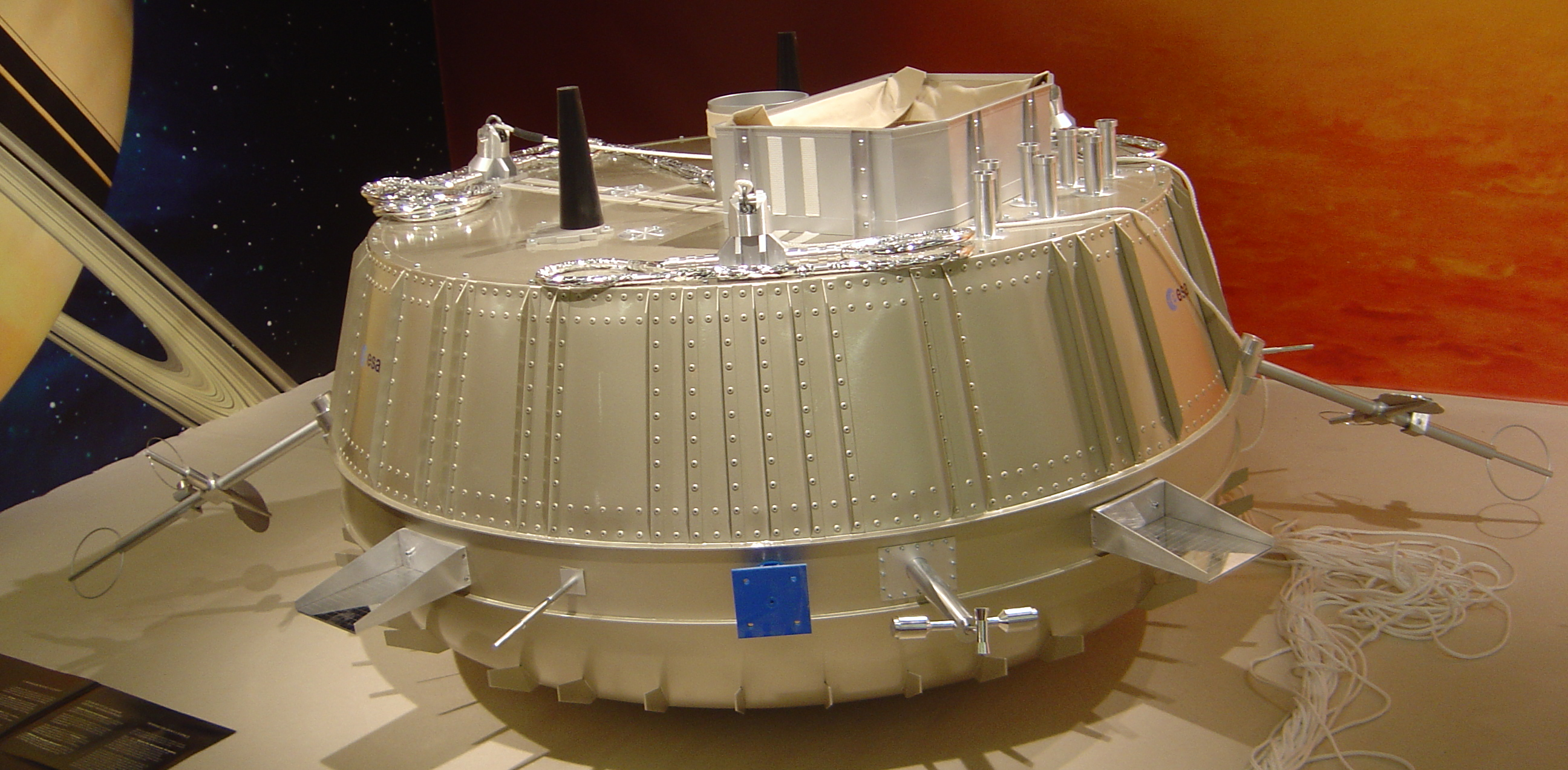
Modell der Huygens-Landesonde, die auf Titan gelandet ist

1. Himmelskörper: Saturnmond Titan Objekt: ESA-Sonde Huygens
Am 14. Februar 2005 landete die Sonde erfolgreich per Fallschirm. Huygens war Teil der Cassini-Huygens-Mission der NASA.
2. Himmelskörper: Asteroid Eros, Objekt: NEAR Shoemaker
Am 12. Februar 2001 landete die Sonde zum Abschluss ihrer Mission auf dem Asteroiden, obwohl sie nicht dazu konstruiert worden war.
3. Himmelskörper: Asteroid Itokawa, Objekt: Markierungskugeln der Sonde Hayabusa
Landung der Sonde am 19. November 2005, um Bodenproben zu entnehmen, und Rückstart zur Erde, um die Proben zurückzubringen. Zur Unterstützung der automatischen Landung wurden reflektierende Metallkugeln auf Itokawa abgeworfen. Unsicher ist, ob auch der kleine, verschollene Asteroidenlander Minerva sowie ein Geschoss zum Aufstöbern des Asteroidenbodens auf Itokawa zurückgeblieben sind. Der Rückkehrbehälter, der unter hochreinen Bedingungen sorgfältig untersucht wurde, enthielt nach Mitteilung der JAXA[1] eine Anzahl kleiner Partikel, die in der Folge untersucht wurden. Die Untersuchungen ergaben, dass die Partikel definitiv vom Itokawa stammen.[2]
4. Himmelskörper: Komet Comet 9P/Tempel, Objekt: Impaktor von Deep Impact
Am 4. Juli 2005 schlug der von der eigentlichen Sonde abgetrennte sogenannte Impaktor ein, um das aus dem Krater aufsteigende Material des Kometen mit Kameras und Instrumenten erforschen zu können. Der Impaktor wurde bei dem Einschlag zerstört.
5. Himmelskörper: Komet Tschurjumow-Gerassimenko, Objekt: Lander Philae der Raumsonde Rosetta
Am 12. November 2014 landete Philae erfolgreich auf dem Kometen, nachdem er – ungeplant – nach der ersten Bodenberührung noch zwei „Hüpfer“ gemacht hatte.
6. Himmelskörper: Komet Tschurjumow-Gerassimenko, Objekt: Raumsonde Rosetta
Am 30. September 2016 wurde Rosetta zum Ende ihrer Mission gezielt auf dem Kometen gelandet, ähnlich wie NEAR (siehe oben). Rosetta war nicht als Landegerät gebaut und wurde beim Aufsetzen abgeschaltet, allerdings konnten während der Annäherung viele Bilder und Daten aus nächster Nähe gewonnen werden.
7. Himmelskörper: Asteroid Ryugu, Objekt: Rover-1A, Rover-1B, ROVER-2 (MINERVA-II 2), MASCOT und Markierungskugeln der Raumsonde Hayabusa 2. Die vier Landungsroboter wurden im September und Oktober 2018 abgesetzt. Rover-1A, Rover-1B und MASCOT waren erfolgreich, während ROVER-2 Anfang Oktober auf dem Asteroiden zerschellte. Wie bei der ersten Hayabusa-Mission (s. o.) wurden auch hier reflektierende Markierungskugeln ausgesetzt.

## Verglühte Objekte
1. Himmelskörper: Planet Jupiter, Objekt: Tochtersonde von Galileo
In 82 Millionen km Entfernung zum Jupiter trennte sich im Juli 1995 die Tochtersonde von der Hauptsonde. Am 7. Dezember 1995 war ihre Reise zu Ende. Mit einer Geschwindigkeit von 170.000 km/h tauchte die Tochtersonde in einem Winkel von ca. 9° in den Jupiter ein. Innerhalb von nur zwei Minuten wurde die Geschwindigkeit auf 3.000 km/h abgebremst, wobei die maximale Verzögerung der Sonde 230 g betrug. Das Material des Hitzeschildes wurde fast vollständig abgetragen, wobei in der Schockwelle Temperaturen von bis zu 16.000 °C auftraten. Bei rund 0,35 bar Druck öffnete sich der Bremsschirm.
2. Himmelskörper: Planet Jupiter, Objekt: Raumsonde Galileo
Am 21. September 2003 wurde Galileo in den Jupiter gelenkt und verglühte dort, da die Sonde wegen Treibstoffmangels und Ausfällen der Elektronik, bedingt durch die während der Mission erhaltene hohe Strahlendosis, später nicht mehr lenkbar gewesen wäre. Es bestand die (geringe) Gefahr, dass Galileo auf den Mond Europa stürzen und ihn mit terrestrischen Bakterien verunreinigen könnte. Dies hätte künftige Missionen zur Erforschung von außerirdischen Lebensspuren auf diesem Mond erschweren können.
3. Himmelskörper: Planet Saturn, Objekt: Raumsonde Cassini
Aus derselben Erwägung bezüglich der Monde Titan und Enceladus wurde entschieden, die Saturnsonde Cassini am Ende ihrer Missionszeit in den Saturn zu lenken. Am 15. September 2017, 20 Jahre nach Missionsbeginn und 13 Jahre nach Ankunft am Saturn, verglühte Cassini in dessen Atmosphäre.